# Tanaquil
Tanaquil va ser la dona de Tarquini Prisc, el cinquè rei de Roma.
El seu nom etrusc era Tanaquil, però l'hauria canviat pel de Gaia Cecília en arribar a Roma. Era una dona d'una poderosa família a Tarquínia (Etrúria) i va encoratjar el seu marit a emigrar a Roma. Tant Gaia com Cecília derivarien de Caeculus, un personatge mític fill de Vulcà que hauria estat el fundador de la gens Cecília. Tenia talent i habilitats profètiques que la van ajudar a instal·lar Tarquini com a rei, i després Servi Tul·li com a successor. Plini el Vell diu que tenia una estàtua dedicada al temple de Semo Sancus.
Tarquini es va fer amic d'Ancus Marci, que el va nomenar regent dels seus fills i quan va morir, com que els fills eren massa joves, Tarquini va utilitzar la popularitat de la seva dona i es va fer elegir rei. Va regnar del 616 al 579 aC.
Tanaquil va criar Servi Tul·li com el seu propi fill i li va donar una filla com a esposa. Quan Tarquini va ser assassinat, Tanaquil va amagar la mort i va governar com si fos viu i quan es va haver guanyat el respecte dels seus súbdits va anunciar la mort i la proclamació de Servi. Tanaquil va tenir dues filles, Tarquínia Primera i Tarquínia Segona. La Primera es va casar amb Servi Tul·li. També va tenir dos fills, Luci Tarquini el Superb i Arrunt, que es van casar amb filles de Servi.
Tanaquil era considerada un model de vida domèstica. Hi havia el costum de que quan una dona s'acabava de casar, abans d'entrar a la casa del seu marit, hom li demanava quin era el seu nom, i la resposta era: «em dic Gaia».